# Yamaha TZ 750
La TZ 750 è una moto da competizione costruita dalla Yamaha tra il 1974 e il 1979.

## Il contesto
Questa moto venne prodotta per la neonata formula 750 che per alcuni anni rappresentò la classe di maggior cilindrata del motomondiale, si dimostrò subito vincente e ottenne tutti i titoli per cui concorse, partecipando anche alla 200 Miglia di Daytona.
Dopo una prima vittoria di John Boote nel campionato neozelandese in gennaio, il debutto internazionale avvenne alla 200 Miglia di Daytona 1974, con la prima versione "TZ 750A" di Giacomo Agostini: il neo acquisto Yamaha, vinse davanti a Kenny Roberts, bissando la vittoria (sempre davanti a Roberts) alla 200 Miglia di Imola.
Le prime 266 moto TZ erano di cilindrata 694, ma vennero presto portate a 750 grazie a un kit di conversione; dal 1975 vennero invece prodotte direttamente a 750 cm³. Nel 1975 ne vennero prodotte altre 111 (TZ750B) e 40 l'anno successivo (TZ750C).
Abrogata la Formula 750 a fine 1979, la carriera delle TZ 750 proseguì in gare non iridate: Patrick Pons, Dale Singleton e Graeme Crosby vinsero a Daytona nel 1980, 1981 e 1982 (nelle ultime due annate in una versione con restrizioni ai carburatori, come previsto dal regolamento AMA). L'ultima vittoria della 750 fu nel 1984, nella gara di Surfers Paradise delle Swann Series, in Australia.

## Le TZ 750 "speciali"
La TZ 750 non fu impiegata solo nella Formula 750, ma anche in altre categorie:
- Endurance: su idea della Sonauto (importatore francese Yamaha), dal 1978 al 1980 le TZ 750 scesero in campo al Bol d'Or. Il motore era il 4 cilindri standard (con il rapporto di compressione diminuito); le altre modifiche alla moto comprendevano forcella e forcellone adattati per usare ruote a sgancio rapido, pinze freni Brembo, impianto elettrico a perdita e pedivella per il kick-starter fissata sulla campana frizione. Il miglior piazzamento della 750 così adattata fu il secondo posto dell'equipaggio Patrick Pons-Sadao Asami nel 1979.
- Flat-Track: nel 1975 le XS 650 (maggiorate a 750 cm³) non riuscivano a competere sulla distanza del miglio contro le Harley-Davidson ufficiali; per rimediare, un telaista californiano modificò il telaio della XS per farvi entrare il 4 cilindri TZ 750. La moto così modificata esordì ad Ascot, dove si dimostrò velocissima ma difficile da controllare sul dritto. Alla gara seguente (Indianapolis) la moto fu affidata anche a Kenny Roberts, il quale vinse nonostante i problemi di guidabilità (e l'esagerato consumo delle gomme). Roberts portò in gara la TZ anche a Syracuse e a San José, con scarsi risultati. L'esperimento terminerà a fine ‘75, quando l'AMA vietò l'uso di motori con più di due cilindri[2].

A titolo di curiosità può essere anche citato il tentativo, infruttuoso, di un appassionato statunitense di riuscire ad avere la regolare immatricolazione di un esemplare per l'uso nella normale circolazione stradale.